# Stefan Evers

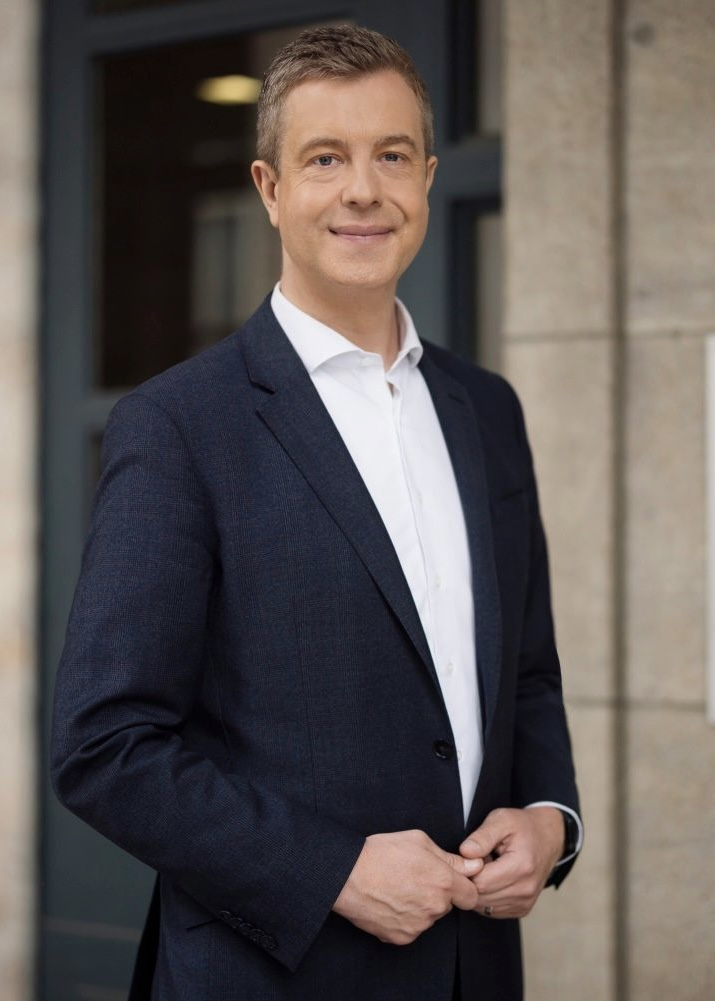
Stefan Evers, 2023

Stefan Evers (* 10. Oktober 1979 in Herdecke) ist ein deutscher Politiker (CDU) und seit April 2023 Bürgermeister und Senator für Finanzen des Landes Berlin im Senat Wegner. Seit September 2011 ist er Mitglied im Abgeordnetenhaus von Berlin. Dort war er von 2018 bis 2023 Parlamentarischer Geschäftsführer der CDU-Fraktion. Von Dezember 2016 bis September 2023 war er zudem Generalsekretär der CDU Berlin. Seit September 2023 ist er stellvertretender Berliner Landesvorsitzender.

## Leben
Evers wuchs in Paderborn auf und lebt seit 1999 in Berlin. Er studierte Rechtswissenschaft an der Universität Potsdam. Während seines Studiums war er als Referent im Deutschen Bundestag für die Abgeordneten Friedhelm Ost und Werner Kuhn tätig, nach seinem Staatsexamen wurde er Geschäftsführer einer Strategie- und Kommunikationsberatung.

## Abgeordneter
Im September 2011 wurde Evers erstmals für die CDU in das Berliner Abgeordnetenhaus gewählt und war dort bis 2018 zunächst stellvertretender Fraktionsvorsitzender. Von 2018 bis 2023 war Evers Parlamentarischer Geschäftsführer der CDU-Fraktion. Zudem war er von 2011 bis 2023 Stadtentwicklungspolitischer Sprecher der Fraktion und wirkte als Obmann in den Untersuchungsausschüssen BER I (2012 bis 2016) und Diese eG (2021) mit. Zuletzt wurde Evers bei der Berliner Wiederholungswahl am 12. Februar 2023 im Wahlkreis Treptow-Köpenick 3 (Altglienicke-Adlershof) direkt ins Abgeordnetenhaus gewählt.

## Partei
Nach der verlorenen Abgeordnetenhauswahl 2016 wurde Evers auf Vorschlag der Landesvorsitzenden Monika Grütters zum Generalsekretär der CDU Berlin gewählt. Dieses Amt behielt er auch nach der Wahl von Kai Wegner zum CDU-Landesvorsitzenden im Jahr 2018 inne. Zuletzt wurde er im Juni 2021 mit einem Rekordergebnis von 92,5 Prozent als Generalsekretär bestätigt.  In dieser Funktion zeichnete er auch für die viel beachtete Kampagne der Berliner CDU zur Berliner Wiederholungswahl 2023 verantwortlich, deren Ergebnis von den Medien unter anderem als „Erdrutschsieg“ bezeichnet und als „Beste Wahlkampagne des Jahres“ mit dem 'Politikaward' ausgezeichnet wurde. Beim Landesparteitag im September 2023 legte er das Amt des Generalsekretärs nieder und wurde mit einer großen Mehrheit zum stellvertretenden Vorsitzenden der CDU Berlin gewählt.
Gemeinsam mit der ehemaligen NRW-Landwirtschaftsministerin Christina Schulze Föcking leitete Evers bis 2021 den Bundesfachausschuss „Gleichwertige Lebensverhältnisse in Stadt und Land“ der CDU Deutschlands.

## Bürgermeister und Senator
Seit dem 27. April 2023 ist Evers Bürgermeister der Stadt Berlin und Senator für Finanzen im Senat Wegner. Seit Übernahme dieser Ämter ist er auch ordentliches Mitglied des Bundesrates der Bundesrepublik Deutschland.

## Ehrenamt
Evers engagiert sich als Vorsitzender des Bürgervereins „Miteinander im Südosten e. V.“ für ein familien- und kinderfreundliches Treptow-Köpenick. Er ist Mitglied der überparteilichen Europa-Union Berlin (EUB), die sich für ein föderales Europa und den europäischen Einigungsprozess einsetzt und Mitbegründer der zugehörigen Parlamentariergruppe im Berliner Abgeordnetenhaus. Evers ist Mitglied des „Freundeskreis des Einsatzgruppenversorgers Berlin e. V.“ und gründete das parlamentarische Netzwerk des Vereins. Darüber hinaus ist Evers Mitglied der „Marine-Offizier-Vereinigung e. V.“, der REUNION Marine, des Unionhilfswerks, der Studentenverbindung W.K.St.V. Unitas Berlin, der Europäischen Akademie Berlin sowie der Deutschen Parlamentarischen Gesellschaft.
Evers ist außerdem Mitglied der Mittelstands- und Wirtschaftsunion sowie der LSU (Lesben und Schwule in der Union).

## Positionen
In einem Interview zum Amtsantritt als Finanzsenator bezeichnete Evers es als seine wichtigste Aufgabe, Motor der Verwaltungsreform in Berlin zu sein.
Im Rahmen einer Mitgliederbefragung der Berliner CDU setzte sich Evers öffentlich dafür ein, die Öffnung der Ehe für gleichgeschlechtliche Paare zu ermöglichen.

## Kritik
Als Generalsekretär war Evers bekannt für harte Zuspitzung in der politischen Auseinandersetzung. Unter anderem bezeichnete Evers im Mai 2017 angesichts anhaltender Gewalt gegen Polizisten in Friedrichshain die mutmaßlichen Täter als „widerwärtiges Gesindel“ und forderte das „Ausräuchern“ des „Nest[s] von Linksfaschisten“. Der Grüne Werner Graf kritisierte die Sprachwahl. Evers erhielt daraufhin öffentlich Morddrohungen. Immer wieder kritisierte er auch die aus seiner Sicht verfehlte Wohnungspolitik des rot-rot-grünen Senats, bezeichnete die Verantwortlichen als „linke Baubrigade“. In diesem Zusammenhang stand auch seine scharfe Kritik an der Berufung von Andrej Holm zum Baustaatssekretär, den er in einem Interview mit der Berliner Zeitung als „Zumutung für alle Berliner“ bezeichnete.